# Shelia Burrell
Shelia Burrell (ur. 15 stycznia 1972 w Albuquerque) – amerykańska siedmioboistka, brązowa medalistka mistrzostw świata w z Edmonton.

## Osiągnięcia
- dwa srebrne medale igrzysk panamerykańskich (Winnipeg 1999, siedmiobój i sztafeta 4 x 100 m)
- brąz mistrzostw świata (siedmiobój, Edmonton 2001)
- 4. miejsce podczas igrzysk olimpijskich (siedmiobój, Ateny 2004)

## Rekordy życiowe
- siedmiobój lekkoatletyczny - 6472 pkt (2001)
- bieg na 200 m - 22,92 (2001)